# Будриа, Андре
Андре́ Жера́р Будриа́ (фр. André Gerard Boudrias; 19 сентября 1943, Монреаль, Квебек, Канада — 5 февраля 2019, Уистлер, Британская Колумбия, Канада) — канадский хоккеист, тренер, менеджер и скаут. Играл на позиции левого и центрального нападающего. С 1963 по 1967 выступал за клуб Национальной хоккейной лиги (НХЛ) «Монреаль Канадиенс». После «Канадиенс» два года играл за «Миннесота Норт Старз», конец сезона 1968/19 заканчивая в команде «Чикаго Блэкхокс». В следующем сезоне выступал за «Сент-Луис Блюз» и его фарм-клуб в Центральной хоккейной лиге (CHL) «Канзас-Сити Блюз». С 1970 по 1976 являлся игроком клуба «Ванкувер Кэнакс», проводя сезон 1975/76 в качестве капитана команды. В 1976 году перешёл в команду Всемирной хоккейной ассоциации (ВХА) «Квебек Нордикс». В дебютный сезон завоевал вместе с командой чемпионский кубок. По окончании сезона 1977/78 завершил игровую карьеру.
По окончании карьеры игрока Будриа пробовал себя на тренерском поприще. Он являлся ассистентом тренера сборной Канады на чемпионате мира 1979 и «Квебек Нордикс» в сезоне 1979/80. С 1983 по 1995 год являлся ассистентом генерального менеджера «Монреаль Канадиенс». Затем на протяжении 16 сезонов работал скаутом в другом клубе НХЛ — «Нью-Джерси Девилз». Сезон 2011/12 стал последним в хоккейной карьере Будриа.

## Карьера игрока

### Ранние годы. «Монреаль Канадиенс»
Будриа родился в Монреале. Начал заниматься хоккеем в своём родном городе. Выступал за юношеские команды «Сен-Жером Алуэттс» и «Монреаль Монаркс». В сезоне 1960/61 в составе «Халл Канадиенс» принял участие в розыгрыше Кубка Аллена. С 1961 года начал играть в команде Хоккейной ассоциации Онтарио (OHA) «Монреаль Джуниор Канадиенс». В своём дебютном сезоне за «Джуниор» Андре показал высокую результативность, по итогам сезона получив «Эдди Пауэрс Мемориал Трофи» — приз лучшему бомбардиру лиги. Он также был включён во вторую Сборную всех звёзд OHA. Помимо молодёжной команды Будриа сыграл несколько матчей в клубах Восточной профессиональная хоккейная лиги (EPHL) «Халл-Оттава Канадиенс» и «Норт-Бей Трапперз».
Следующий сезон за «Джуниор» Будриа провёл менее результативно, набрав 55 (12+43) очков, улучшив только свою статистику при выступлении в плей-офф. В сезоне 1963/64 Будриа вновь стал лучшим бомбардиром (OHA), добившись включения в первую Сборную всех звёзд лиги и получив свой второй «Эдди Пауэрс Мемориал Трофи». Он стал первым игроком завоевавшим этот трофей дважды. Несмотря на выступление в команде будущих членов Зала хоккейной славы Ивана Курнуайе, Жака Лемера и Сержа Савар, «Джуниор» вновь не смогли выиграть Кубок Джей Росса Робертсона — главный трофей лиги, вручаемый победителю плей-офф, уступив «Торонто Мальборос». В этом же сезоне Андре успешно дебютировал в Национальной хоккейной лиге (НХЛ) за «Монреаль Канадиенс», заработав 5 (1+4) результативных баллов в 4 играх.
С сезона 1964/65 Будриа становится профессиональным хоккеистом. Он рассматривался как новая звезда «Монреаль Канадиенс», но его карьера в НХЛ, в отличие от бывших партнёров по «Джуниор», не развивалась. За три года он сыграл только в трёх матчах за «Канадиенс», выступая в основном за фарм-клубы монреальцев: «Квебек Эйс» в Американской хоккейной лиге (АХЛ) и «Омаха Найтс» и «Хьюстон Аполло» в Центральной хоккейной лиге (CPHL). При этом в АХЛ и CPHL Андре показывал высокую результативность, набирая в среднем около одного результативного балла за матч.

### После «Канадиенс». «Ванкувер Кэнакс». Завершение карьеры
Драфт расширения НХЛ 1967 позволил Будриа сменить клуб в НХЛ. В результате обмена он оказался в «Миннесота Норт Старз». В своём первом же сезоне Андре стал игроком основы и показал высокую результативность, став лучшим ассистентом команды, а по набранным очкам уступив только Уэйну Конноли. Следующий сезон складывался для Будриа неудачно: он набрал только 13 (4+9) очков в 53 матчах, после чего, 14 февраля 1969 года, был обменян в клуб «Чикаго Блэкхокс». Сильное завершение сезона в «Чикаго» не позволили ему закрепиться в команде, и летом 1969 года он подписал контракт с «Сент-Луис Блюз». Карьера Будриа в «Блюз» проходила с переменным успехом: по ходу сезона 1969/70 он отправлялся играть в фарм-клуб в CHL «Канзас-Сити», но качественно провёл матчи плей-офф, по итогам которого «Сент-Луис» дошёл до финала Кубка Стэнли, где проиграл «Бостон Брюинз».
В 1970 году НХЛ вновь расширялась. Генеральный менеджер нового клуба «Ванкувер Кэнакс» Бад Пойл хотел видеть Будриа у себя в команде и выменял его у «Сент-Луиса». Эта сделка оказалась очень успешной для «Кэнакс», поскольку Андре стал их лидером в первые годы существования команды. В своём дебютном сезоне в Ванкувере он набрал 66 (25+41) баллов за результативность, что стало его личным и клубным рекордом. Будриа ещё на протяжении четырёх из пяти первых своих сезонов становился лучшим бомбардиром команды. Андре стал любимцев болельщиков «Ванкувера», они отмечали его высокую результативность и трудолюбие. Фанаты дали ему прозвище «Супервредитель» (англ. Superpest) за скоростные качества и напористость в прессинге (англ. forecheck), что сильно затрудняло сопернику начинать свои атаки.
Будриа провёл шесть лет в составе «Кэнакс», установив клубные рекорды по количеству голевых передач и очков. Его 62 результативных паса, отданные в сезоне 1974/75 были долгое время рекордными для клуба, пока в сезоне 2006/07 не были превзойдены Хенриком Седином, совершившим 71 передачу. В своём последнем сезоне за «Ванкувер» (1975/76) Андре был назначен капитаном команды вместо завершившего карьеру Орланда Куртенбаха. В этом сезоне его результативность снизилась: он больше сконцентрировался на выполнении оборонительных функций. В 1977 году Будриа подписал контракт с «Квебек Нордикс», выступающим в конкуренте НХЛ — Всемирной хоккейной ассоциации (ВХА). Свой выбор Андре объяснял желанием завершить карьеру, играя в родной провинции. В первый свой сезон за «Нордикс» он вместе с командой стал чемпионов ВХА, а по окончании второго, в 1978 году, завершил карьеру игрока.

## Дальнейшая деятельность
Будриа являлся помощником главного тренера сборной Канады Маршалла Джонстона на чемпионате мира 1979, проводимом в Советском Союзе. Канадские хоккеисты вышли во второй раунд, где разыгрывались медали, но по его итогам заняли четвёртое место. Он также был помощником тренера Жака Демерса в «Квебек Нордикс», когда они в 1979 году дебютировали в НХЛ. Затем Андре работал в Центральном скаутском агентстве, пока перед сезоном 1983/84 не принял предложение стать ассистентом генерального менеджера клуба НХЛ «Монреаль Канадиенс» Сержа Савара, экс-партнёра по молодёжной команде «Джуниорс». Будриа занимал данный пост на протяжении 12-и сезонов. В 1986 и 1993 годах он помог приводить «Канадиенс» к победам в Кубке Стэнли. Именно Андре, как ответственный по селекции, пригласил в команду Патрика Руа и Стефана Рише в 1984 году. В «Монреале» он работал со скаутом Элмером Беннингом, отцом генерального менеджера «Ванкувер Кэнакс» Джима Беннинга, который характеризовал Андре как «джентльмена, тихого парня, но очень хорошо осведомлённого и понимающего, как выглядят команды-победители». 17 октября 1995 года он покинул «Канадиенс» одновременно с увольнением Савара и перешёл работать скаутом в «Нью-Джерси Девилз». С Будриа «Девилз» трижды становились обладателем Кубка Стэнли: в 1995, 2000 и 2003 году. В «Девилз» он также работал со своим бывшим одноклубником по «Джуниорс» Жаком Лемером. В общей сложности он отработал в «Нью-Джерси» 17 лет, по окончании сезона 2011/12 завершив свою карьеру в хоккее.
Будриа умер 5 февраля 2019 года из-за проблем с сердцем во время катания на лыжах в Уистлере, Британская Колумбия, в возрасте 75 лет. «Ванкувер Кэнакс» и «Монреаль Канадиенс» выразили соболезнования жене Джинетт и членам семьи своего бывшего хоккеиста.

## Статистика
| Легенда | Легенда                    | Легенда | Легенда                   | Легенда | Легенда    |
| ------- | -------------------------- | ------- | ------------------------- | ------- | ---------- |
| И       | Количество проведённых игр | Штр     | Штрафное время            | +/−     | Плюс-минус |
| Г       | Голы                       | П       | Голевые передачи          | О       | Очки       |
| -       | Статистика неизвестна      | —       | Статистика не учитывалась |         |            |

### Клубная
- Статистика приведена по данным сайтов hockeyDB.com, Eliteprospects.com и Hockey-Reference.com.

## Достижения

### Командные
| Год  | Команда        | Достижение  | Достижение |
| ---- | -------------- | ----------- | ---------- |
| 1977 | Квебек Нордикс | Чемпион ВХА |            |

### Личные
| Год        | Команда                    | Достижение                                  | Достижение |
| ---------- | -------------------------- | ------------------------------------------- | ---------- |
| 1962       | Монреаль Джуниор Канадиенс | Попадание во вторую Сборную всех звёзд OHA  |            |
| 1962, 1964 | Монреаль Джуниор Канадиенс | Обладатель «Эдди Пауэрс Мемориал Трофи» (2) |            |
| 1964       | Монреаль Джуниор Канадиенс | Попадание в первую Сборную всех звёзд OHA   |            |
| 1967       | Монреаль Канадиенс         | Участник Матча всех звёзд НХЛ               |            |

- По данным Eliteprospects.com.